# 2013年9月

## 9月1日
武裝衝突
- 阿拉伯國家聯盟於開羅召開會議討論敘利亞危機的處理方針。鳳凰衛視、半島電視台（页面存档备份，存于）
- 美國國務卿約翰·凱瑞表示美國已經從頭髮和血液樣本掌握了敘利亞政府在敘利亞內戰中涉嫌使用沙林毒氣的證據。國際日報（页面存档备份，存于）、News24（页面存档备份，存于）
- 一批武裝份子試圖針對蘇伊士運河的貨輪展開攻擊以阻礙該處的船舶運輸，但是最後襲擊行動仍然宣告失敗。BBC中文網（页面存档备份，存于）、半島電視台（页面存档备份，存于）
- 巴基斯坦陸軍部隊在行經靠近巴基斯坦和阿富汗邊境的北瓦濟里斯坦特區時，叛亂份子所擺置於路旁的炸彈突然引爆並且造成9名士兵喪生。ABC News（页面存档备份，存于）、路透社（页面存档备份，存于）

藝術文化
- 因為成功專訪美國總統而聞名的英國著名時事評論員大衛·弗羅斯特逝世，享年74歲。BBC中文網（页面存档备份，存于）、《雪梨晨鋒報（页面存档备份，存于）》
- 著名日本動畫導演宮崎駿在第70屆上宣布是其導演生涯最後一部作品。《蘋果日報（页面存档备份，存于）》

災害事故
- 中華人民共和國西南部發生5.9級地震，造成至少4人死亡。《中國評論（页面存档备份，存于）》、有線電視新聞網（页面存档备份，存于）

法律犯罪
- 印度教著名導師阿沙朗·巴布（英语：Asaram Bapu）因為涉嫌在印度西北部地區性侵十幾歲的女孩而遭到逮捕。財訊傳媒、News24（页面存档备份，存于）

政治選舉
- 前南非總統納爾遜·曼德拉自南非首都普勒托利亞的醫院出院。中央廣播電臺、BBC新聞（页面存档备份，存于）

體育競賽
- 曾帶領拜仁慕尼黑足球俱樂部奪得德國足球冠軍和的匈牙利著名足球教練策納伊·帕爾逝世，享年80歲。

## 9月2日
武裝衝突
- 墨西哥軍方逮捕了胡亞雷斯販毒集團（英语：Juárez Cartel）的領導人阿尔贝托·卡里略·富恩特斯（Alberto Carrillo Fuentes）。新華網（页面存档备份，存于）、《每日電訊報（页面存档备份，存于）》

藝術文化
- 因為1989年洛馬普列塔地震而嚴重受損的舊金山-奧克蘭海灣大橋在經過十幾年的維修後成功完成東段改建計畫（英语：Eastern span replacement of the San Francisco–Oakland Bay Bridge）並且正式通車。新浪、KTVU

災害事故
- 襲擊菲律賓呂宋和臺灣並且共造成4人死亡，之後其殘留雲系發展成為新的。中時電子報

商業經濟
- 威訊宣布將以1,300億美元收購沃達豐所持有的威訊無線股票，這也是有史以來第三大的併購交易案。中時電子報、路透社（页面存档备份，存于）
- 曾在1991年榮獲諾貝爾經濟學獎的英國經濟學家逝世，享年102歲。《中國評論（页面存档备份，存于）》

法律犯罪
- 美國緝毒局和其他執法機構涉嫌藉由AT&T獲取用戶電話相關數據的半球計劃（英语：Hemisphere Project）遭到批露。《紐約時報（页面存档备份，存于）》

體育競賽
- 黛安娜·耐德成為第一位不使用防鯊籠（英语：Shark proof cage）而成功從古巴游往佛羅里達州的長游選手。聯合新聞網、BBC新聞（页面存档备份，存于）

## 9月3日
武裝衝突
- 法國聲稱獲得敘利亞在敘利亞內戰期間使用化學武器的檔案。《東方日報（页面存档备份，存于）》、《哈芬登郵報（页面存档备份，存于）》
- 由於預期敘利亞可能展開報復性攻擊行動，以色列與美國在地中海進行聯合導彈測試。今日新聞網（页面存档备份，存于）、BBC新聞（页面存档备份，存于）、天空新聞台（页面存档备份，存于）
- 為了能夠說服美國國會授權巴拉克·歐巴馬政府得以對敘利亞採取軍事行動，美國政府官員表示願意重新提出建議報告，並且提出包括不會派遣美國陸軍部隊等有關任務的限制範圍與時間。聯合新聞網、《華盛頓郵報（页面存档备份，存于）》
- 一名美國前陸軍總司令宣稱巴拉克·歐巴馬為首的美國政府之所以要干涉敘利亞內战，主要由於巴沙爾·阿薩德政權所擁有的軍事能力已經超越單純化學武器的嚇阻能力。《每日電訊報（页面存档备份，存于）》
- 聯合國秘書長潘基文表示針對美國計劃對敘利亞展開軍事行動、但沒有獲得聯合國授權所帶來的合法性問題，他表示使用武力僅有在國家自衛行動或者是經聯合國安全理事會授權才是合法作為。《蘋果日報（页面存档备份，存于）》、路透社（页面存档备份，存于）
- 一架埃及陸軍的直升機在埃及西奈半島擊殺了15名武裝叛亂份子。中時電子報、路透社（页面存档备份，存于）

商業經濟
- 微軟宣布將以72億美元購買諾基亞的行動裝置部門。聯合新聞網、福斯財經頻道

法律犯罪
- 在美國俄亥俄州克里夫蘭犯下2013年俄亥俄州克里夫蘭綁架案的阿里埃爾·卡斯特羅（Ariel Castro）於牢房中上吊自殺身亡。聯合新聞網、有線電視新聞網（页面存档备份，存于）

## 9月4日
武裝衝突
- 路透社報導表示前敘利亞國防部部長阿里·哈比卜·馬哈茂德已經叛逃至土耳其。路透社（页面存档备份，存于）
- 俄羅斯發表一份報告指出在今年3月時敘利亞叛軍也在敘利亞城市阿勒頗使用化學武器進行攻擊。路透社（页面存档备份，存于）
- 美國參議院外交關係委員會通過授權美國針對敘利亞進行有限軍事干預之決議，並且預計將在下周美國參議院便會就動用武力一事進行辯論。路透社（页面存档备份，存于）

法律犯罪
- 美國德克薩斯州斯普林的斯普林高中（英语：Spring High School）發生學生刺殺另一名學生之命案（英语：Spring High School stabbing），隨後兇手便被當地警方加以拘捕。有線電視新聞網（页面存档备份，存于）

政治選舉
- 大韓民國國會在289名國會議員表決後，以258張贊成票之結果同意對涉嫌違反「內亂陰謀罪」的左翼民主黨議員李石基的進行逮捕。中央通訊社

體育競賽
- 2013年歐洲籃球錦標賽於斯洛維尼亞正式展開。NBC Sports（页面存档备份，存于）

外交
- 美國總統歐巴馬訪問斯德哥爾摩、強化兩國關係，他為美國首位訪瑞總統。瑞典政府

## 9月5日
武裝衝突
- 土耳其官員表示絕大部分參與20國集團高峰會的領導人都支持就敘利亞內戰進行干預。路透社（页面存档备份，存于）
- 俄羅斯反對軍事干預敘利亞內戰之評論也獲得越來越多的國際支持。《每日電訊報（页面存档备份，存于）》
- 埃及內政部部長（英语：Ministry of Interior (Egypt)）穆罕默德·易卜拉欣·穆斯塔法（英语：Mohamed Ibrahim Moustafa）的車隊在行經開羅納斯爾市（英语：Nasr City）時遭遇刺殺。《衛報（页面存档备份，存于）》、《華爾街日報（页面存档备份，存于）》

藝術文化
- 以自身所見聞的利班統治阿富汗期間經驗而撰寫成印度電影《逃離塔利班（英语：Escape from Taliban）》其原作的孟加拉語作家和社會運動人士蘇絲米塔·巴納吉（英语：Sushmita Banerjee）疑似遭到塔利班武裝份子槍殺。BBC新聞（页面存档备份，存于）

商業經濟
- 聯邦法院判處微軟贏得摩托羅拉涉嫌侵犯其專利許可協議之訴訟案（英语：Smartphone wars）。BBC新聞（页面存档备份，存于）

災害事故
- 英國主要的公路系統謝佩立交橋（英语：Sheppey Crossing）因為受到濃霧的影響使得130輛汽車相撞，造成68人受傷。BBC新聞（页面存档备份，存于）
- 優勝美地國家公園的環火（英语：Rim Fire）被認定是由於前往該處狩獵的人士所引起的。BBC新聞（页面存档备份，存于）

政治選舉
- 伊朗新任外交部部長穆罕默德·贾瓦德·扎里夫駁回了過去馬哈茂德·艾瑪丹加的觀點而表示伊朗並沒有否認猶太人大屠殺未曾發生過。《時代（页面存档备份，存于）》
- 最後一名曾經見證阿道夫·希特勒於元首地堡自殺的士兵羅胡斯·米舍（英语：Rochus Misch）逝世，享年96歲。

體育競賽
- 2013年美國網球公開賽衛冕者安迪·穆雷在男子單打比賽八強賽中遭到土耳其網球選手斯坦尼斯拉斯·瓦夫林卡所擊敗。ESPN（页面存档备份，存于）
- 利安德·帕斯與拉德克·史坦帕尼克在2013年美國網球公開賽男子雙打比賽（英语：2013 US Open – Men's Doubles）中擊敗了布萊恩兄弟（英语：The Bryan brothers）而阻止了後者獲得年度大滿貫之機會。ESPN（页面存档备份，存于）

## 9月6日
武裝衝突
- 聯合國秘書長潘基文表示對敘利亞採取軍事行動可能會加劇各派在敘利亞內戰之暴力情況。半島電視台（页面存档备份，存于）、
- 俄羅斯軍隊表示將會派遣4艘軍隊前往敘利亞以運送「特殊貨物」。《華盛頓時報（页面存档备份，存于）》、Ynetnews（页面存档备份，存于）
- 伊斯蘭武裝分子（英语：Islamist insurgency in Nigeria）手持槍械和砍刀而在奈及利亞東北部的村莊中殺害至少20人。路透社（页面存档备份，存于）

生態醫療
- 自1960年以來不曾於澳洲發現的中澳粗尾鼠重新在澳洲中部發現。Nine News
- 受到毀損的福島第一核電廠其放射性汙水洩漏之影響，大韓民國禁止來自8個日本都道府縣所進口的漁業產品。BBC新聞（页面存档备份，存于）

法律犯罪
- 辛巴威警方逮捕了涉嫌在萬基國家公園內以氰化物殺害41頭大象的6名男子。

政治選舉
- 埃及軍方表示支持政府當局決定廢除穆斯林兄弟會為非政府組織的資格。路透社（页面存档备份，存于）

## 9月7日
武裝衝突
- 敘利亞政府軍在敘利亞首都大馬士革以南附近的叛軍陣地發起猛烈砲擊，造成14名叛亂分子和2名平民喪生。《今日美國（页面存档备份，存于）》
- 埃及陸軍針對西奈半島北部的伊斯蘭武裝分子發起大規模作戰行動，造成至少30人死亡。路透社（页面存档备份，存于）、BBC新聞（页面存档备份，存于）
- 伊斯蘭青年黨於索馬利亞摩加迪休的一處餐廳發動汽車炸彈和自殺炸彈襲擊，造成15人死亡。路透社（页面存档备份，存于）

藝術文化
- 義大利導演詹弗蘭科·羅西執導的紀錄片在第70屆榮獲金獅獎，而臺灣導演蔡明亮的新作《郊遊》則獲得威尼斯影展評審團大獎。《自由時報》、法國24

法律犯罪
- 警方以入屋竊盜、非法入侵與刑事毀壞等嫌疑逮捕了一名闖入白金漢宮的人士。BBC新聞（页面存档备份，存于）

政治選舉
- 中間偏右的澳洲自由黨與澳洲國家黨組成的聯盟在2013年澳洲聯邦大選中獲得澳洲國會多数席位，這也是澳洲反對黨（英语：Opposition (Australia)）在6年之後重新贏得聯邦政府執政權。鳳凰衛視（页面存档备份，存于）、《雪梨晨鋒報（页面存档备份，存于）》
- 即將卸任總理的陸克文坦承在2013年澳洲聯邦大選中失敗，並且表示將不會尋求連任成為澳洲工黨領導人（英语：List of ALP federal leaders by time served）。BBC新聞（页面存档备份，存于）
- 前蘇格蘭民族黨政治家比爾·獲加（英语：Bill Walker (Scottish nationalist politician)）在因為一連串家庭暴力案件被定罪後表示將辭去蘇格蘭議會議員（英语：Member of the Scottish Parliament）之職務。BBC新聞（页面存档备份，存于）
- 馬爾地夫在2013年馬爾地夫總統選舉（英语：Maldivian presidential election, 2013）中並沒有候選人獲得絕對多數之選票，因此將會在9月28日時舉行第二輪投票。BBC新聞（页面存档备份，存于）

體育競賽
- 國際奧林匹克委員會在第125屆國際奧林匹克委員會會議（英语：125th IOC Session）中決定2020年夏季奧林匹克運動會將會由日本東京都所舉辦。《全國郵報》

## 9月8日
武裝衝突
- 支持伊斯蘭主義的努斯拉陣線擊敗敘利亞陸軍並且佔領了具有悠久歷史的基督教城市馬路拉，俄羅斯則呼籲敘利亞內戰應該保護該城鎮的建築。有線電視新聞網（页面存档备份，存于）、Interfax（页面存档备份，存于）
- 塔利班在位於喀布爾的情報辦公室附近發動襲擊，造成4名阿富汗國民軍士兵喪生。福斯新聞頻道（页面存档备份，存于）
- 瓜地馬拉瓜地馬拉市的郊外小鎮發生一組男性成員乘車向四周開火，造成11人死亡與18人受傷。《舊金山紀事報（页面存档备份，存于）》

災害事故
- 羅馬尼亞雅西附近發生小巴士與火車相撞事故（英语：Valea Lupului minibus train collision），造成11人死亡。新華網（页面存档备份，存于）
- 印度尼西亞雅加達發生汽車與小巴士相撞事故，造成9人死亡與9人受傷。《雅加達環球報》

政治選舉
- 2013年俄羅斯選舉結果表明有超過50%的選票支持謝爾蓋·謝苗諾維奇·蘇比雅寧當選成為莫斯科市首長。路透社（页面存档备份，存于）、BBC新聞（页面存档备份，存于）、俄羅斯新聞社（页面存档备份，存于）
- 穆罕默德·巴吉爾·卡利巴夫在2013年伊朗城鄉議會選舉中再度蟬聯當選成為德黑蘭市長（英语：List of mayors of Tehran）。Tabnak（页面存档备份，存于）
- 巴基斯坦總統阿西夫·阿里·扎爾達里在其5年任期結束後舉行告別儀式，之後將由馬姆努恩·海珊繼任之。美聯社（页面存档备份，存于）

體育競賽
- 克萊爾蓋爾運動協會（英语：Clare GAA）板棍球球隊在2013年全愛爾蘭板棍球錦標賽決賽（英语：2013 All-Ireland Senior Hurling Championship Final）中與科克蓋爾運動協會（英语：Cork GAA）平手。愛爾蘭廣播電視（页面存档备份，存于）
- 在經過國際奧林匹克委員會投票表決後，角力項目將會於東京都舉辦的2020年夏季奧林匹克運動會中加入。ESPN（页面存档备份，存于）
- 隸屬於紅牛車隊的一級方程式賽車賽車手賽巴斯蒂安·維泰爾贏得2013年義大利大獎賽冠軍。
- 美國網球選手小威廉絲在2013年美國網球公開賽中擊敗維多利亞·阿扎倫卡奪得女子單打比賽冠軍。ESPN（页面存档备份，存于）

## 9月9日
武裝衝突
- 中非共和國境內親近塞雷卡的叛亂份子勢力與支持弗朗索瓦·博齊澤的部隊之間衝突造成至少有60人被殺害。BBC新聞（页面存档备份，存于）
- 博科聖地與博爾諾州當地的治安部隊爆發武裝衝突（英语：Islamist insurgency in Nigeria），最終造成18人死亡。路透社（页面存档备份，存于）
- 追隨穆斯林分離主義領導者努爾·米蘇阿里（英语：Nur Misuari）的叛亂人士（英语：Islamic insurgency in the Philippines）發動襲擊（英语：Zamboanga City crisis），迫使得菲律賓南部城市三寶顏必須將港口、公司和學校緊急關閉。福斯新聞頻道（页面存档备份，存于）
- 協助2012年至2013年埃及抗議活動發起的反抗運動（英语：Tamarod）創始人馬哈茂德·巴德爾（英语：Mahmoud Badr）遭遇刺殺攻擊。阿拉伯衛星電視台（页面存档备份，存于）
- 1名俄羅斯高級外交官員在前往主張自喬治亞分離的阿布哈茲首都蘇呼米時遭遇槍殺而身亡。自由歐洲電台（页面存档备份，存于）

藝術文化
- 阿姆斯特丹的梵谷博物館決定認定《蒙馬儒的日落》為新發現的文森·梵谷之畫作。美聯社（页面存档备份，存于）
- 以色列耶路撒冷希伯來大學宣布在聖殿山底部發現歷時1,400年的黃金寶庫（英语：Treasure trove）。《國土報（页面存档备份，存于）》
- 因為在美國西岸播出奇異的電視廣告而聞名的美國汽車經銷商卡爾·沃辛頓（英语：Cal Worthington）逝世，享年92歲。《紐約時報（页面存档备份，存于）》

災害事故
- 瓜地馬拉北部1輛公車墜入山溝之中，造成至少44人死亡以及45人受傷。ABC News（页面存档备份，存于）
- 伊朗發生2輛公車相撞著火事故，造成至少44人死亡。GlobalPost（页面存档备份，存于）

法律犯罪
- 1名男子向警方宣稱計畫在加利福尼亞州蒙諾維亞的中學和西柯汶納的醫療中心以AK-47突擊步槍進行掃射。KTLA（页面存档备份，存于）

政治選舉
- 挪威中間偏右政黨在2013年挪威議會選舉（英语：Norwegian parliamentary election, 2013）贏得多數席次，其中由挪威保守黨領導人艾爾娜·索爾貝格取代挪威工黨黨魁延斯·史托騰伯格成為下一任挪威首相。BBC新聞（页面存档备份，存于）、特別廣播服務公司（页面存档备份，存于）

體育競賽
- 蓋爾運動協會宣佈安排在9月28日重新舉辦克萊爾蓋爾運動協會（英语：Clare GAA）對上科克蓋爾運動協會（英语：Cork GAA）的2013年全愛爾蘭板棍球錦標賽決賽（英语：2013 All-Ireland Senior Hurling Championship Final）。愛爾蘭廣播電視（页面存档备份，存于）
- 網球選手拉斐爾·納達爾在2013年美國網球公開賽中擊敗諾瓦克·喬科維奇而贏得男子單打比賽冠軍。《紐約時報（页面存档备份，存于）》

## 9月10日
武裝衝突
- 人權觀察提交一份報告指稱支持敘利亞政府的武裝力量極有可能就是在8月21日時於大馬士革兩處郊區外使用化學武器的策畫者。人權觀察（页面存档备份，存于）
- 法國宣布將會向聯合國安全理事會提出敘利亞應該交付其所擁有的化學武器給國際社會檢視之表決議案。法國24
- 美國總統巴拉克·歐巴馬向全國發表電視談話表示已經要求美國國會暫緩表決其所提出的武力干涉方案，並且重新轉而支持外交解決的途徑來處理敘利亞內戰。《澳洲人報（页面存档备份，存于）》
- 叛亂份子於伊拉克各處擺設炸彈以同時攻擊什葉派和遜尼派穆斯林，最後造成至少16人死亡。路透社（页面存档备份，存于）
- 在一名參與2013年土耳其反政府抗議運動而喪生的22歲青年學生葬禮引起全國各地的悼念行動後，安全部隊再度以催淚瓦斯和水砲進行鎮壓。今日俄羅斯（页面存档备份，存于）

藝術文化
- 麥莉·希拉的新單曲《鐵球》在上傳VEVO第一天便獲得19.3萬人次的瀏覽紀錄，但也因此受到許多人對於影片內容之負面批評。E!（页面存档备份，存于）

商業經濟
- 從下周起VISA、耐吉與高盛將取代美國鋁業公司、惠普公司和美國銀行而成為新組成的道瓊工業平均指數。《華爾街日報（页面存档备份，存于）》

災害事故
- 加拿大海岸防衛隊的調查船阿蒙森號破冰船（英语：CCGS Amundsen）在執行任務時，其附屬的直升機墜毀於北冰洋並且造成機上3人死亡。CTV News（页面存档备份，存于）

法律犯罪
- 2012年德里輪姦案的4名成年被告遭法院裁定其強姦和謀殺罪刑成立。《喀拉蚩新聞報（页面存档备份，存于）》
- 美國加州州議會通過一項新法案，決議往後加利福尼亞州州內將禁止販售搭配有可拆卸彈匣的半自動步槍。路透社（页面存档备份，存于）
- 美國首席大法官約翰·格洛佛·羅伯茨任命威廉·柯特斯·布瑞森（英语：William Curtis Bryson）擔任美國外國情報監視法審查法院（英语：United States Foreign Intelligence Surveillance Court of Review）的審判長。美國科學家聯盟

政治選舉
- 伊朗總統哈桑·魯哈尼任命阿里·沙姆哈尼擔任國家最高安全委員會（英语：Supreme National Security Council）秘書，並且任命瑪蘇梅·埃卜特卡爾擔任伊朗副總統。法斯通訊社
- 英國下議院副議長奈傑爾·埃文斯因為被指控犯下8起性犯罪後宣布辭去職務。BBC新聞（页面存档备份，存于）

科學技術
- 蘋果公司推出iPhone 5c與iPhone 5s。有線電視新聞網（页面存档备份，存于）

體育競賽
- 德國籍代表托馬斯·巴赫當選成為國際奧林匹克委員會主席。《雪梨晨鋒報（页面存档备份，存于）》

## 9月11日
武裝衝突
- 聯合國指責敘利亞政府針對叛軍犯下了數起小規模的的戰爭罪行，並且根據所調查的9起大屠殺案例中指稱其中有8件為敘利亞軍隊所策劃的，另外一起則是由叛軍部隊所發起。《紐約時報（页面存档备份，存于）》
- 俄羅斯在聯合國安全理事會上提交了關於有武裝分子在敘利亞使用化學武器指控的證明資料。《焦點新聞外的俄羅斯（页面存档备份，存于）》、國際文傳電訊社（页面存档备份，存于）
- 敘利亞內戰反對派人士指稱有反政府游擊隊組織與蓋達組織同意結盟，並且在殺害了12名作為少數派系的阿拉維派後佔領了敘利亞中部的村莊。路透社（页面存档备份，存于）
- 聯合國針對敘利亞內戰所提交的調查報告表示敘利亞軍隊繼續轟炸醫院並且屠殺平民。NBC News（页面存档备份，存于）
- 法國起草一份決議以要求敘利亞政府在15天內交出其所庫存的化學武器。《獨立報（页面存档备份，存于）》
- 埃及軍方表示2名自殺炸彈客分別駕駛裝載炸藥的車輛撞向埃及於西奈半島上的軍事情報分部以及軍事檢查站，造成在拉法赫當地有9名埃及陸軍士兵死亡以及17人受傷。
- 在2012年班加西攻擊事件一周年之際，在位於城市附近的利比亞外交部大樓外發生大型的汽車炸彈爆炸事件。《獨立報（页面存档备份，存于）》、天空新聞台（页面存档备份，存于）
- 在1973年智利政變過後40周年之際，智利當地的示威群眾和警察發生激烈衝突。BBC新聞（页面存档备份，存于）
- 印度穆扎法爾訥格爾縣由於長期的暴力衝突導致10,000人已經遭到逮捕，並且有超過10,000多人決定暫時離開家園。印度時報（页面存档备份，存于）

法律犯罪
- 瑞典舉辦了前瑞典外交大臣安娜·林德遭遇刺殺十周年紀念。The Local（页面存档备份，存于）
- 牙買加警察部隊（英语：Jamaica Constabulary Force）在曼德維爾遭遇專門針對其的攻擊行動，在混戰中造成至少1名警察死亡以及數名相關人員受傷。

政治選舉
- 成千上萬名加泰隆尼亞人以人鏈的方式共同組成加泰羅尼亞之路，以表示支持加泰隆尼亞獨立運動進行。

體育競賽
- 愛沙尼亞第一位獲得大相撲優勝（日语：大相撲優勝力士一覧）的相撲選手把瑠都凱斗宣布正式退休。愛沙尼亞公共廣播公司（页面存档备份，存于）

## 9月12日
武裝衝突
- 莫洛民族解放陣線襲擊（英语：Islamic insurgency in the Philippines）位於菲律賓南部的拉米坦市（英语：Lamitan），造成2人受傷以及5人失蹤。美聯社（页面存档备份，存于）
- 出生於美國的伊斯蘭激進人士阿布·曼苏尔·阿美利奇（英语：Abu Mansoor Al-Amriki）在索馬利亞南部遭到伊斯蘭青年黨其他派系槍殺身亡。ABC News（页面存档备份，存于）

藝術文化
- 威廉王子正式從英國皇家空軍退役，之後將會著重於履行王室義務並且進行慈善工作。《澳洲人報（页面存档备份，存于）》

商業經濟
- 中華人民共和國在其降低空氣汙染之全面計劃中制定了有關煤炭使用的相關規定。湯森路透基金（页面存档备份，存于）

災害事故
- 紐澤西州海濱公園區（英语：Seaside Park, New Jersey）部分浮橋遭遇猛烈大火，許多建造哦幾十年的老建築紛紛因而摧毀。《今日美國（页面存档备份，存于）》、ABC News（页面存档备份，存于）

國際關係
- 敘利亞申請加入要求禁止生產和使用化學武器之《禁止化學武器公約》。BBC新聞（页面存档备份，存于）

宗教慶典
- 威爾斯教會監督組織同意女主教得以參與關於協調之討論。BBC新聞（页面存档备份，存于）

科學技術
- 美國國家航空暨太空總署宣布太空探測器航海家1號已經離開了太陽系，成為第一顆進入星際空間的人造物體。BBC新聞（页面存档备份，存于）

## 9月13日
武裝衝突
- 塔利班武裝分子襲擊位於阿富汗赫拉特的美軍基地（英语：2013 attack on U.S. consulate in Herat），造成2名阿富汗國家警察（英语：Afghan National Police）成員死亡和20名平民受傷。BBC新聞（页面存档备份，存于）
- 蓋達組織領導人艾曼·扎瓦希里呼籲攻擊美國境內以打擊美國經濟發展。路透社（页面存档备份，存于）
- 一枚炸彈在位於巴格達的遜尼派清真寺引爆並且造成至少30人死亡。Stuff.co.nz（页面存档备份，存于）

災害事故
- 俄羅斯諾夫哥羅德州的一家精神病醫院發生火災並且造成數十人死亡。今日俄羅斯（页面存档备份，存于）
- 羅馬尼亞加拉茨縣在24小時內大量的降水引起洪災，並且證實已經造成大約9人喪生。《The Journal Gazette（页面存档备份，存于）》
- 美國科羅拉多州圓石郡發生嚴重洪災（英语：Floods in the United States: 2001–present），造成至少4人死亡與80人失蹤，另外還有數千人被迫撤離該地。福斯新聞頻道（页面存档备份，存于）、Nine News、雅虎新聞（页面存档备份，存于）
- 芬蘭拉普蘭區凱米當地發生一枚第二次世界大戰時期的炸彈爆炸之意外，造成1人死亡以及數百名居民緊急撤離。

國際關係
- 國際民航組織發函邀請中華民國交通部民用航空局局長沈啟以「中華臺北」的名義出席在加拿大蒙特婁舉辦的國際民航組織大會。聯合新聞網（页面存档备份，存于）

法律犯罪
- 美國田納西州克羅斯維爾（英语：Crossville, Tennessee）發生4人死於一輛汽車事件，而凶嫌在逮捕過程中死亡。
- 印度法院判處4名涉嫌參與2012年德里輪姦案死刑。有線電視新聞網（页面存档备份，存于）

政治選舉
- 比爾·蕭藤與安東尼·阿爾巴尼西就誰能夠成為下一任澳洲工黨領導人與澳洲反對黨領袖開始進行為期1個月的競選活動。《坎培拉時報（页面存档备份，存于）》
- 印度人民黨推舉纳伦德拉·莫迪擔任在明年舉辦的2014年印度大選期間之政黨領導人。BBC新聞網（页面存档备份，存于）

## 9月14日
武裝衝突
- 美國和俄羅斯就敘利亞化學武器問題達成協議。《華盛頓時報（页面存档备份，存于）》
- 莫洛民族解放陣線繼續於菲律賓三寶顏挾持100名人質，同時反叛部隊持續與城鎮各地和菲律賓陸軍部隊交戰。美聯社（页面存档备份，存于）

災害事故
- 墨西哥維拉克魯茲州當局針對提前為了因應颶風英格麗德的襲擊而開始撤離低窪地區的居民。美聯社（页面存档备份，存于）

科學技術
- 日本所新研發的艾普斯龍運載火箭搭載著SPRINT-A衛星並且於內之浦宇宙空間觀測所進行首次發射任務。Google新聞（页面存档备份，存于）

體育競賽
- 弗洛伊德·梅威瑟在拉斯維加斯大道舉辦的「弗洛伊德·梅威瑟對上索爾·阿瓦雷茲（英语：Floyd Mayweather vs. Saúl Álvarez）」錦標賽中擊敗了索爾·阿瓦雷茲（英语：Saúl Álvarez）。BBC體育（页面存档备份，存于）

## 9月15日
武裝衝突
- 叛亂份子於伊拉克巴格達以及什葉派為主的省份放置炸彈，造成至少21人死亡。路透社（页面存档备份，存于）、半島電視台（页面存档备份，存于）
- 叛亂份子成功破壞了葉門負責出口的石油管道。俄羅斯之聲（页面存档备份，存于）

災害事故
- 阿富汗的一處煤礦坑發生塌陷意外並且造成至少27名礦工當場死亡。路透社（页面存档备份，存于）、半島電視台（页面存档备份，存于）
- 在龐大壓力（英语：Anti-nuclear power movement in Japan）之下日本針對最後一個核反應爐進行例行性檢查後將其關閉。半島電視台（页面存档备份，存于）
- 哥倫比亞首都波哥大警方突擊檢查一間酒吧後，有6人因為激烈的推擠與踩踏而喪生。美聯社
- 位於印度尼西亞北蘇門答臘省的錫納朋火山突然噴發，並且使得近6,000多人被迫撤離當地。ABC News（页面存档备份，存于）

政治選舉
- 埃迪·拉馬經由阿爾巴尼亞議會選舉後正式當選成為阿爾巴尼亞總理。路透社（页面存档备份，存于）
- 德國巴伐利亞舉辦2013年巴伐利亞選舉（英语：Bavaria state election, 2013）。路透社（页面存档备份，存于）、半島電視台（页面存档备份，存于）

體育競賽
- 隸屬於日本棒球機構東京養樂多燕子的棒球選手弗拉迪米爾·巴倫汀在單季打出了第56支全壘打，打破過去由王貞治、圖非·羅茲和亞力士·卡布瑞拉共同保有的單季紀錄。ESPN（页面存档备份，存于）

## 9月21日
武裝衝突
- 叛亂份子（英语：Islamic insurgency in the Philippines）繼續在菲律賓三寶顏與菲律賓陸軍部隊長期對峙著（英语：Zamboanga City crisis），並且已經造成6人死亡。
- 叛亂份子於伊拉克各地發起一系列襲擊行動（英语：21 September 2013 Iraq attacks），其中還針對一場於巴格達薩德爾城附近舉辦的什葉派葬禮展開自殺攻擊。BBC新聞（页面存档备份，存于）
- 伊斯蘭青年黨槍手為了報復護國行動 (肯尼亞)而襲撃位於肯亞首都奈洛比的西門購物中心，造成至少39人死亡和150人受傷，隨後槍手繼續留在商場內與軍警對峙。法國24、愛爾蘭廣播電視（页面存档备份，存于）、有線電視新聞網（页面存档备份，存于）、BBC新聞（页面存档备份，存于）

## 9月22日
武裝衝突
- 巴基斯坦白沙瓦一間基督教堂外面遭受兩起自殺炸彈襲擊（英语：Peshawar church attack），造成至少78人死亡。BBC新聞（页面存档备份，存于）
- 在肯亞奈洛比發生的購物中心襲擊事件其所造成的死亡人數增加至59人死亡以及175人受傷。BBC新聞（页面存档备份，存于）
- 肯亞部隊開始準備向在商場內挾持人質的索馬利亞武裝份子發起圍攻戰術。News24（页面存档备份，存于）

藝術文化
- 第65屆黃金時段艾美獎頒獎典禮於美國加利福尼亞州洛杉磯舉辦，其中《絕命毒師》和《摩登家庭》分別贏得黃金時段艾美獎最佳影集（英语：Primetime Emmy Award for Outstanding Drama Series）與黃金時段最佳喜劇（英语：Primetime Emmy Award for Outstanding Comedy Series）之獎項。哥倫比亞廣播公司（页面存档备份，存于）

災害事故
- 強烈颱風天兔襲擊菲律賓並且造成2人死亡。美聯社（页面存档备份，存于）

法律犯罪
- 中國法院以受賄、貪污、濫用職權等罪名判處前資深政治官員薄熙來無期徒刑。BBC新聞（页面存档备份，存于）

政治選舉
- 在德國所進行的2013年德國聯邦議院選舉之中，現任德國總理安格拉·梅克爾所領導的德國基督教民主聯盟獲得自1990年以來最高的得票數。《今日美國（页面存档备份，存于）》、《澳洲人報（页面存档备份，存于）》

體育競賽
- 都柏林蓋爾運動協會（英语：Dublin GAA）蓋爾式足球球隊在2013年全愛爾蘭男子足球錦標賽決賽（英语：2013 All-Ireland Senior Football Championship Final）中擊敗了梅奧蓋爾運動協會（英语：Mayo GAA），而這也是梅奧蓋爾運動協會在1951年奪得冠軍後第七度於決賽中失利。《泰晤士報（页面存档备份，存于）》、BBC體育（页面存档备份，存于）

## 9月29日
武裝衝突
- 伊斯蘭武裝分子（英语：Islamist insurgency in Nigeria）博科聖地的槍手襲撃奈及利亞東北部約貝州古傑巴（英语：Gujba）的農業學院（英语：Gujba college massacre），造成50多名學生死亡。天空新聞台（页面存档备份，存于）、BBC新聞（页面存档备份，存于）
- 敘利亞活動家表示敘利亞政府戰機在針對叛軍控制的敘利亞城市拉卡發動空襲行動時攻擊了一間中學，造成以學生為首的16人喪生。路透社（页面存档备份，存于）

藝術文化
- AMC連續播放長達五季的著名美國電視連續劇《絕命毒師》正式播出最後一集。全國公共廣播電台（页面存档备份，存于）

商業經濟
- 中華人民共和國上海自由貿易區正式掛牌成立，這也是中國境內首個自由貿易區。

災害事故
- 印度孟買於9月27日發生的倒塌事故（英语：2013 Mumbai building collapse）其死亡人數上升至60人，而對於大樓的救援行動仍然持續進行著。BBC新聞（页面存档备份，存于）
- 印度古吉拉特邦拉傑果德因為大雨而損失將近1億印度盧比。《印度時報（页面存档备份，存于）》

政治選舉
- 奧地利舉辦了2013年奧地利國民議會選舉（英语：Austrian legislative election, 2013）。BBC新聞（页面存档备份，存于）